# 赖纳·菲利普
赖纳·菲利普（德語：Rainer Philipp，1950年3月8日—），德国那种冰球运动员。他曾代表西德参加1972年、1976年和1980年冬季奥林匹克运动会冰球比赛，其中1976年冬季奥运会获得一枚铜牌。